# Orlando Carlesso
Orlando Carlesso (Tangará, 4 de dezembro de 1941) é um político brasileiro.
Filho de João Bernardo Carlesso e de Catarina Antunes Carlesso. Casou com Beatriz Maria Pisani Carlesso, com quem tem filhos.
Nas eleições de 1978 foi candidato a deputado estadual à Assembleia Legislativa de Santa Catarina pela Aliança Renovadora Nacional (ARENA), obtendo 12.052 votos e ficando como suplente, foi convocado e tomou posse na 9ª Legislatura (1979-1983).